# Мудроско примирие
Мудроското примирие е сключено между Османската империя и Антантата на британския линеен кораб „Агамемнон“ в пристанището на Мудрос (остров Лемнос, Гърция) на 30 октомври 1918 г. С него империята излиза от Първата световна война.
Мудроското примирие бележи края на Османската империя.

## Страни
Интересното по него е, че страни са само Британската империя (като представляваща Антантата) и Османската империя. То е сепаративен мир, наложил се най-вече предвид сключеното предходно Солунско примирие. Всички опити на френския адмирал Аме да участва в преговорите са отклонени от британците с аргумента на Лойд Джордж, че Франция подписала Солунското примирие с България сепаративно. Подписите под примирието са на тримата представители на Високата порта и на британския вицеадмирал Артур Калтроп. 

## Условия
Според този договор османците трябва да изтеглят гарнизоните си от Арабския полуостров, Либия, Месопотамия, Сирия. Освен това Дарданелите и Босфорът, както и Батуми, планината Тавър и 6 области, населени с арменци в североизточните части на Анадола, са окупирани от войски на Антантата. 
Османците остават само с ограничени въоръжени сили за гарантиране на вътрешния ред и сигурност. Установява се съюзнически контрол върху всички морски съдове, пристанища и железопътни линия на Османската империя. 

## Севърски договор
Мудроското примирие е заменено със Севърския договор, но той не може да влезе в сила, тъй като избухва Турската война за независимост, водена от „бащата на турците“ Мустафа Кемал Ататюрк.